# Desenvolupament de videojocs
Aquest article tracta sobre el desenvolupament i creació de videojocs, que no té res a veure amb el desenvolupament i creació d'altres tipus de jocs, com poden ser els jocs de taula i els de cartes.
El desenvolupament de videojocs és el procés per arribar a crear i/o produir un videojoc.

## Breu introducció
El desenvolupament de videojocs és l'ofici del qual el realitza un desenvolupador o creador, que pot ser una sola persona o un nombrós equip de persones. Gairebé sempre, quan es vol crear un videojoc per a ser comercialitzat a gran escala es fa a partir d'un equip de tècnics especialitzats en els videojocs de videoconsola i ordinador, que sovint són contractats per l'empresa publicadora del videojoc. El cost de desenvolupament d'un videojoc, al dia d'avui, ronda d'un milió a vint de dòlars americans. Avui en dia, per crear un videojoc es triga d'un a tres anys, però hi ha hagut el cas d'algunes excepcions.

## Els rols o papers
A principis de la dècada de 1980 que va ser una etapa d'inici dels ordinadors personals i les videoconsoles, un sol programador solia ocupar-se de totes les tasques que comportava la creació d'un videojoc. Això no obstant, el desenvolupament de videojocs moderns i comercials per a ser rendibles econòmicament es realitza amb tot un seguit de tasques amb un equip especialitzat en cadascuna d'elles. Com a resultat, un grup d'equips han de treballar junts per a un sol projecte. Un equip de desenvolupament al dia d'avui es pot trobar:
- Un o més productors per supervisar la producció[2][3]
- Com a màxim un dissenyador de videojoc[4]
- Artistes[4]
- programadors[4]
- Dissenyador d'escenaris[4]
- Enginyers de so (compositors, com també persones especialitzades en efectes de so i veus dels personatges[4]
- provadors (coneguts de l'anglès Testers)[4]

Alguns membres de l'equip poden tenir més d'una tasca per a fer. Per exemple, el productor pot ser també el dissenyador, o el programador en cap pot ser també el productor. Tanmateix, mentre això era molt comú en les etapes inicials dels videojocs, ara no és gaire normal veure-ho a causa de les diverses professionalitats.
Sovint l'equip de desenvolupament està supervisat per directors com d'art, tècnics i dissenyadors. Aquests directors treballen principalment com a directors de personal i no tenen una influència directa amb el producte, però vetllen que tots els membres de l'equip treballin amb certa coherència en equip.

## El procés de desenvolupament
El procés de desenvolupament d'un videojoc varia depenent de l'empresa i el projecte a seguir. No obstant això, el desenvolupament d'un videojoc de caràcter comercial es realitza a partir d'un seguit de fases.

### Pre-producció
Les primeres fasen del desenvolupament són sovint caracteritzades per gràfics de baixa qualitat. Això es pot comprovar en la creació de diversos prototips.
Normalment abans de començar a crear un videojoc, s'ha de tenir fet, més o menys, la idea i el concepte del que es vol crear i després s'ha d'haver aprovat (donant "llum verda") per l'empresa desenvolupadora/publicadora.
El més normal és que el desenvolupador i el publicador siguin empreses separades professionalment, per això es nomenen algunes persones perquè puguin dirigir i col·laborar entre les dues empreses. S'utilitzen els demos perquè els desenvolupadors mostrin a través d'aquest sistema de demostració el contingut als publicadors. En pocs casos, s'ha publicat un videojoc que no els interessi l'empresa publicadora.
Si l'empresa desenvolupadora també publica, o ambdues són empreses subsidiàries d'una sola empresa, només els directors aprovarant què es publica i què no. Depenent si es tracta d'una empresa més grosa o més petita, el videojoc anirà passant per una sèrie de fases per després ser publicat.
Els dissenyadors del videojoc sovint presenten el projecte, però el qui ho presenta no cal que tingui cap paper en la indústria dels videojocs. Abans que comencés la producció de videojocs a gran escala, l'equip de desenvolupament creen un document de disseny (o bé document tècnic), que descriu els principals elements de jugabilitat en detall. Els documents de disseny poden també incloure esborranys de diversos aspectes del videojoc. Això està acompanyat, de vegades, per prototips d'algunes seccions del videojoc. En els documents de disseny, generalment s'incorpora tot o el major material d'una proposta inicial del projecte. Els documents de disseny durant el desenvolupament del videojoc va canviant que quan es crea es veu directament què s'ha de canviar i què no. Es va modificant sovint, setmanalment o diàriament.
Abans que la feina dels dissenyadors quedi aprovat, el grup de programadors i artistes comencen la feina creant com una mena d'esquelet del videojoc perquè els dissenyadors puguin veure com queda donant-li una mica de forma al videojoc. Els programadors poden desenvolupar "ràpidament i sense cura artísticament" prototips mostrant diferents seccions o característiques del videojoc perquè els dissenyadors el vegin, i si està adequat a la seva idea, els artistes, llavors començaran a donar un toc més artístic. Els artistes també creen esborranys en paper o ordinador del que veuen reflectit al document de disseny.
Abans de començar a crear el videojoc, els diferents caps dels equips de desenvolupament (cap de programació, disseny...) planifiquen amb sistemes esquemàtics com es processarà la producció del videojoc. Es planifica què es farà primer i què després.

### Producció
La producció pren el seu nom en el període quan el projecte s'està realitzant tècnicament i es va donant forma al videojoc. Els programadors escriuen amb nou codi font, els artistes creen imatges en 2D (se'n diuen també sprites), o en el dia d'avui, creen models en tres dimensions dels elements del videojoc. Els enginyers de so creen efectes de so i músics creen música pel videojoc. Els dissenyadors d'escenaris creen diverses pantalles o mons, i els escriptors escriuen diàlegs pels personatges en les escenes (si n'hi ha) cinemàtiques.
Mentrestant, el dissenyador del joc va modificant el disseny del joc per reflectir una visió actual del joc. Sovint es creen i s'esborren característiques i nivells. El contingut artístic i tècnic pot anar canviant però no la història o argument. Tots aquests canvis han de ser informats i documentats a tot l'equip de desenvolupament. Els canvis més important són quan s'actualitza el document de disseny.
En molts casos, el primer nivell o escenari del videojoc és el que porta més temps en haver-se creat. Com que els dissenyadors de nivells i els artistes utilitzen eines i/o aplicacions informàtiques creades per l'empresa, sovint es veuen al davant de molts canvis i noves característiques perquè després s'utilitzin en la creació de nivells més ràpidament i amb més qualitat. Sovint, els nivells es queden obsolets perquè s'han creat noves característiques i s'han de canviar. Però, en canvi, no és normal que tot un equip de desenvolupament tardi dotze mesos en un sol nivell d'un videojoc que s'ha d'acabar en tres anys. Els altres nivells se solen crean amb molta més rapidesa, ja que tot està més complet i la visió del videojoc ja és més clara i estable.
Les persones que proven el videojoc (testejadors o testers) comencen el seu treball quan el videojoc ja és jugable. El videojoc comença a ser jugable quan almenys hi ha un nivell i la majoria dels elements principals del videojoc ja estan dins del programari. La prova dels videojocs, relativament ocupa un curt espai de temps en el període de desenvolupament. Els provadors poden treballar en diversos videojocs alhora. El testeig és vital pels videojocs moderns i complexos, i tan sols un simple canvi en fals pot tenir conseqüències catastròfiques en el desenvolupament.

### Grans esdeveniments
Els projectes de desenvolupament de videojocs comercials normalment són mostrats davant el públic en grans esdeveniments. En aquests esdeveniments, que poden ser fires o simplement presentacions i demostracions, se sol fer públic una versió de prova jugable o que gràficament es vegi que el projecte està avançat perquè els visitants puguin veure com serà el futur videojoc. Aquests projectes estaran a l'atenta mirada dels visitants que veuran quins defectes, millores i innovacions hi troben. Llavors és quan els desenvolupadors hi troben nous punts per millorar en el projecte.
Alguns equips de desenvolupament de videojocs solen prendre's una setmana de festa per pensar com arreglar els principals problemes.
La fira més important és l'E3, que se celebra anualment en diferents ciutats americanes. És una manera per difondre els nous projectes al públic, perquè puguin provar el que ja s'ha treballat i així aconseguir més punts de vista sobre qualsevol projecte.

### A l'hora d'acabar
Les setmanes properes a l'acabament del videojoc són intenses, amb la major part de l'equip treballant durant moltes hores. Ja no hi ha temps per posar noves idees, ja que queda poc temps i quan hi ha algun problema, l'equip es bolca a mirar d'arreglar-lo.

### Testeig o proves de funcionament
L'equip de prova d'errors té un paper més important al final del projecte. Tot i que no necessiten provar noves característiques, nivells i errors, ja que han anat veient els problemes principals a mesura que el projecte avançava. Els provadors s'han d'assegurar que tot funciona perfectament. També és normal que quan hi ha noves característiques i nivells, es finalitzin en un temps rècord que en qualsevol de les etapes de desenvolupament del projecte.
Les proves de regressió és una de les tasques més vitals que són necessàries per a un desenvolupament de programari efectiu. Com que s'afegeixen noves característiques (nivells, opcions de joc...), hi ha canvis substancials a la base de codi que pot afectar diferents parts del videojoc. Però aquesta tasca és passada per alt, per diverses raons. Alguns programadors sense experiència intenten posar moltes característiques de joc però no donen prou temps a provar-les per si realment funcionen bé. Per tant, no li donen gaire temps en les proves de regressió i llavors apareixen problemes majors.
Malgrat el perill per no completar les proves de regressió, alguns desenvolupadors i publicadors de videojocs fracassen en el complet testeig de regressió. Un dels casos recents del testeig de regressió insuficient va tenir lloc amb el Civilization III de Firaxis. Com que treballaven amb el joc setmanes abans de facturar-lo en massa, canvis a última hora al codi feia el joc injugable a partir de la revolució industrial (en el videojoc). Com es preveia, això va fer enrabiar als consumidors i fans de la sèrie de jocs. Firaxis va llançar un pedaç pel joc, però això no va millorar la reputació.

### Acabament
Després de posar el videojoc a la facturació, algunes empreses de videojocs donen als seus membres un temps de festa (potser d'una setmana a dues) per intentar compensar el temps en excés que s'ha pogut necessitar per completar el videojoc a temps.

### Manteniment
Els videojocs de consola que es consideren 100% completats són els que són manufacturats i que no es poden canviar. Això no obstant, amb la introducció de les consoles per connectar en línia com la PlayStation 3 i la Xbox 360, una gran part dels videojocs que es connecten en línia es poden arreglar possibles errors, com també l'afegiment de noves característiques i novetats en el videojoc, molt semblant amb el que ja es feia amb els videojocs d'ordinador.
Els videojocs d'ordinador, d'altra banda, poden tenir nombrosos conflictes amb el maquinari i les configuracions, ja que cada ordinador pot ser diferent, a diferència de les consoles de joc. Els desenvolupadors intenten aplicar les configuracions que més es prevalen en general, però no poden garantir que funcionin en tots els sistemes on el videojoc sigui executat. Una pràctica molt comuna entre els desenvolupadors de jocs d'ordinador és la de publicar pedaços (patch) pels seus videojocs (sovint en mesos o anys després). Aquests pedaços, abans s'enviaven als usuaris a través de discos floppy, però ara generalment es descarreguen a través de la pàgina web dels desenvolupadors. Si esdevé com una segona publicació, la versió amb pedaç es converteix en la nova.

## Cultura
La cultura en la creació de videojocs ha sigut i continua sent molt casual com és normal en altres tipus de negocis. Alguns desenvolupadors de jocs són fortament individualistes i normalment tolerants de personalitats divergents. Malgrat que és un negoci casual, la creació de videojocs, és agafada seriosament pels seus integrants, que pot haver una imminent ofensa si no se la considera coma una "a real job."